# Клоков, Михаил Васильевич
Михаи́л Васи́льевич Кло́ков (31 июля (12 августа) 1896, Лебедин Харьковской губернии (ныне Сумская область, Украина) — 1981, Киев) — украинский советский ботаник-систематик, исследователь флоры сосудистых растений Украины, доктор биологических наук, профессор, заслуженный деятель науки Украинской ССР, лауреат Сталинской премии и Государственной премии УССР в области науки и техники, автор оригинальной фитоэйдологической концепции. Известен также как украинский поэт и литературный критик (под псевдонимом Михаил Доленго).

## Биография
М. В. Клоков родился в семье народных учителей. Среднее образование получил в Купянской гимназии. Окончив гимназию в 1914 году, М. В. Клоков поступил на математический отдел физико-математического факультета Харьковского университета. Однако в следующем году он перешёл на естественно-исторический отдел этого же факультета, который закончил в 1921 году. В Харьковском университете учителями М. В. Клокова были выдающиеся флористы, систематики и фитогеографы — В. М. Черняев, Г. И. Ширяев, Н. С. Турчанинов, В. И. Талиев и другие. Ещё в студенческие годы, в мае 1915 года, по приглашению профессора В. И. Талиева он принял участие в ботаническом исследовании Харьковской губернии, а в 1916 году опубликовал в печати свою первую научную работу «Замечательный уголок северной растительности на юге Харьковской губ.».
В 1917 году в заповеднике «Аскания-Нова» произошла встреча В. М. Клокова с И. К. Пачоским, которая повлияла на формирование его как исследователя и учёного. В дальнейшем в течение всей своей научной деятельности М. В. Клоков называл имя этого учёного в числе своих предшественников. По рекомендации И. К. Пачоского в 1921 году В. М. Клоков опубликовал в печати статью «Заметки о Gypsophila stepposa sp. n.», в которой он впервые описал этот новый для науки вид.
В 1922—1926 гг. М. В. Клоков учился в аспирантуре при научно-исследовательской кафедре ботаники Харьковского института народного образования, после окончания которой был оставлен на кафедре на должности научного сотрудника.
С 1930 по 1941 год заведовал отделом систематики Научно-исследовательского института ботаники Харьковского государственного университета. Одновременно вёл преподавательскую работу на кафедре систематики растений этого же университета. В 1935 году М. В. Клокову присвоено звание профессора, а в 1936 году он получил степень кандидата биологических наук без защиты диссертации.
С 1941 по 1944 год находился в эвакуации в городе Кзыл-Орда, где заведовал кафедрой ботаники Объединённого Украинского (Киевского и Харьковского) университета и одновременно занимался изучением местной флоры.
С октября 1944 года и до конца жизни М. В. Клоков работал старшим научным сотрудником в отделе систематики Института ботаники имени М. Г. Холодного НАН Украины.
В 1947 году М. В. Клоков защитил докторскую диссертацию «Эндемизм украинской флоры».
М. В. Клоков был одним из основных авторов и редакторов «Флоры УССР» (с 3-го до 12-го томов) и первого издания «Определителя растений УССР». М. В. Клоков описал с территории СССР 547 новых для науки видов, из них Украины — 389, которые относятся к 99 родам и 30 семействам.
Скончался 5 октября 1981 года. Похоронен на Байковом кладбище Киева.

### Семья
Сын — Вячеслав Клоков, скульптор, заслуженный деятель искусств Украинской ССР (с 1968).

## Литературное творчество
Литературную деятельность начал в 1915 году. С 1922 года выступал также как литературный критик. Принадлежал к литературным организациям «Арена» и «Всеукраинский союз пролетарских писателей» (1927—1934).
Отдельными книгами были изданы сборники его стихов: «Голубой траур» (1923), «Объективная лирика. Схема и диагнозы» (1922), «Litterae» («Мое письмо») (1923), «Избранные стихи» (1927), «Узьминь» (1928), «Возросло на камне» (1929), «Под горячим небом» (1937 , «Целебное зелье» (1945), «Размышления» (1961), «Зеленое и красное» (1971) и «Семь цветов надежды» (1980).
Михаил Доленго выступал также в области литературоведения. Его перу принадлежат филологические исследования «Критические этюды» (1924) и «Творчество Владимира Сосюры» (1931) и др.
Знатоки поэзии отмечали чёткость и выразительность поэтического рисунка в лирике М. Доленго, философскую углубленность его авторской манеры.